# Gens Mària
La gens Mària (en llatí Maria gens) va ser una gens romana d'origen plebeu. Els Marius apareixen freqüentment a les ciutats d'Itàlia, però no es menciona cap romà amb aquest nom fins al membre més destacat d'aquesta gens, Gai Mari, vencedor dels cimbres i dels teutons.

## Origen de la gens
Es creu que el nomen Marius deriva d'un praenomen oscà, Marius, i en aquest cas la família seria probablement d'ascendència sabina o samnita.

## Praenomina usats per la gens Maria
Durant la república es coneixen alguns membres d'aquesta gens i els praenomen més emprats eren: Marcus (relacionat amb el nom del déu Mart), Gaius («el qui gaudeix»), Lucius («il·luminat»), Quintus i Sextus(alguns autors pensen que podria significar "el cinquè fill" o "el sisè fill", mentre altres creuen que podria voler dir "nascut el cinquè mes"). En l'època imperial també apareixen els praenomen: Publius(«del poble») i Titus(que es creu podria ser un nom d'origen oscà).

## Branques de la gens Maria
A diferència d'altres gens, els Maris no es van dividir en famílies, però durant l'imperi alguns membres van adquirir renoms.
En algunes monedes s'ha trobat el cognomen Capito i Trogus, però es desconeix la identitat de les persones a les quals pertanyien aquests apel·latius.

## Membres destacats

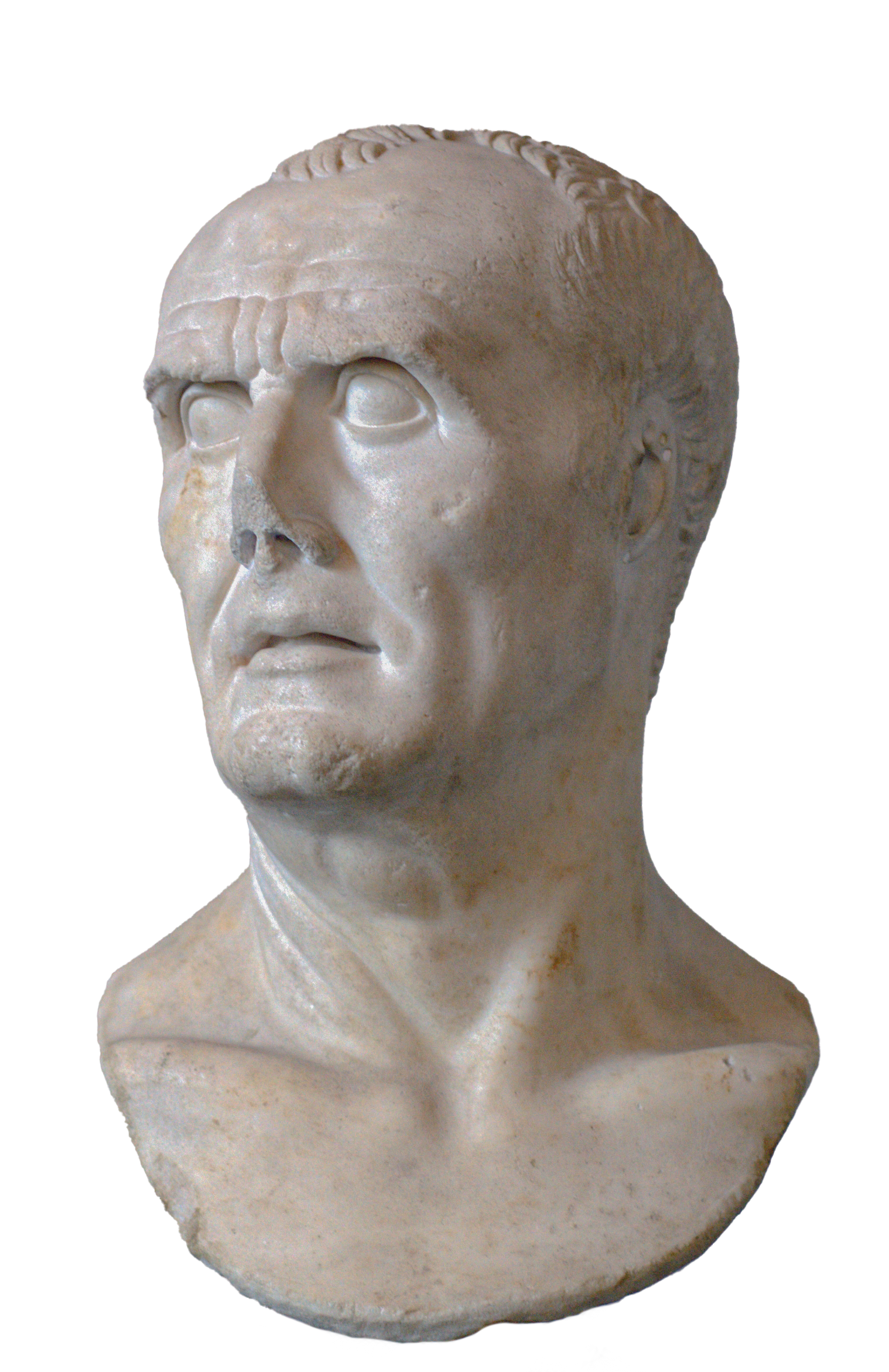
Bust de Gai Mari, el membre més conegut de la gens Mària.(Gliptoteca de Múnic)

Hi havia Maris (en llatí escrit Marius) a diverses ciutats d'Itàlia, entre elles a Càpua (Mari Blosi, Mari Alfi) i a Praeneste, però cap romà destacat és esmentat abans del famós Gai Mari, vencedor dels cimbres i dels teutons.

Els membres més coneguts són:
- Quintus Marius, triumvir monetalis de començaments del segle ii aC.
- Marcus Marius, nadiu de Sidicinum i contemporani de Gai Semproni Grac. L'historiador Aule Gel·li parla d'ell per posar un exemple de com els magistrats romans de vegades tractaven indignament homes aliats, encara que fossin persones distingides.[6]
- Gaius Marius, avi del general Gai Mari.
- Gaius Marius C. f., pare del general Gai Mari, casat amb Fulcinia.
- Gai Mari, general i cònsol els anys 107, 104, 103, 102, 101, 100 i 86 aC.[7]
- Gai Mari el Jove, fill de l'anterior i cònsol l'any 82 aC.[8]
- Gaius Marius, senador i parent del general Gai Mari.[9]
- Marc Mari Gratidià, fill de Marc Gratidi, adoptat per Marcus, cunyat del general Gai Mari.
- Gaius Marius C. f. Capito, triumvir monetalis el 81 aC.
- Marcus Marius, quaestor el 76 aC i ambaixador de Quint Sertori a la cort de Mitridates VI Eupator.[10]
- Marius, també anomenat Amatius, que deia ser net del general Gai Mari. Va ser mort per Marc Antoni.[11]
- Marcus Marius, qui va defensar la causa dels Valentini de Cerdenya en l'acusació contra Verres. Ciceró en parla d'ell com homo disertus et nobilis («home eloqüent i de prestigi»).[12]
- Marcus Marius, amic proper de Cicero.[13]
- Lucius Marius, tribú de la plebs amb Marc Porci Cató Uticense, tots dos van tirar endavant la llei De Triumphis, el 62 aC.[14]
- Lucius Marius L. f., va donar suport a l'enjudiciament per extorsió de Marc Emili Escaure l'any 54 aC.[15][16]
- Sextus Marius, enviat a Síria per Publi Corneli Dolabel·la, el 43 aC, com a llegat romà.[17]
- Gaius Marius C. f. Trogus, triumvir monetalisen temps d'August.[18]
- Titus Marius, nadiu d'Urbinum, va ascendir de simple soldat a home ric i de prestigi guanyant-se la confiança d'August.[19]
- Sextus Marius, home d'immensa riquesa, condemnat l'any 33 a mort llançat des de la roca Tarpeia en temps del'emperador Tiberi, qui cobejava les seves riqueses.[20][21]
- Publius Marius Celsus, cònsol l'any 62 i cònsol suffectus[nota 2] el 69.
- Marius Maturus, procurator dels Alpes Maritimae durant la guerra entre Marc Salvi Otó i Vitel·li.[22]
- C. Marius Marcellus Cluvius Rufus, cònsol suffectus l'any 80.
- Marius Priscus, procònsol d'Àfrica l'any 100, en temps de Trajà, fou acusat d'extorsió i crueltat.[23]
- Marius Secundus, governador de Fenícia i Egipte en temps de l'emperador Macrí, mort violentament durant el caos que va precedir la victòria d'Elagàbal.[24]
- Lucius Marius Maximus, cònsol l'any 223 i el 232, potser és la mateixa persona coneguda com a "historiador Marius Maximus".[1]
- Mari Màxim, un historiador que va escriure sobre les vides dels emperadors des de Trajà fins Elagàbal i és citat per altres historiadors de la Història Augusta.[25][26][27][28][29]
- Lucius Marius Perpetuus, cònsol el 237.
- Gai Mari Victorí, gramàtic, retòric i filòsof del segle iv.[30]
- Mari Mercator, prominent escriptor defensor del cristianisme contra els heretges del s.V.
- Marius Plotius Sacerdos, gramàtic llatí, que va viure en una data incerta entre el s.V o s.VI.